# Ordre du Mérite du Chili
Pour les articles homonymes, voir Ordre du Mérite.
L'ordre du Mérite (en espagnol : Orden al Mérito) est une distinction honorifique du Chili créée formellement en 1929, qui succède à la médaille du mérite créée en 1906, et à la Légion du mérite (Chili), créée par Bernardo O'Higgins  au début du XIXe siècle.

## Classes
- Collier (espagnol : Collar de la Gran Cruz)
- Grand Croix (espagnol : Gran Cruz)
- Grand Officier (espagnol : Gran Oficial)
- Commandeur (espagnol : Comendador)
- Officier (espagnol : Oficial)
- Chevalier (espagnol : Caballero).